# Egmont Islands
Die Egmont Islands (dt. Egmontinseln), auch Six Îles genannt, sind ein Korallenatoll des Chagos-Archipels im Indischen Ozean.
Das vergleichsweise kleine Atoll liegt weniger als 10 km südlich des südlichsten, überspülten Korallenriffs der Great Chagos Bank. Die nächste Insel ist Danger Island, welche weniger als 30 km nördlich liegt. Politisch gehört das Atoll zum Britischen Territorium im Indischen Ozean. Nach einer Einigung im Oktober 2024 soll sie an Mauritius übergeben werden.
Inklusive der Lagune und des angrenzenden Korallenriffs weist das Atoll eine Fläche von 29 km² auf, die reine Landfläche beträgt hingegen nur 4 km². Die größte Insel mit 1,5 km² ist Eastern Egmont (Île Sud-Est), auf der die erste Besiedlung stattfand. Île Lubine ist genauso groß, alle anderen Inseln sind kleiner und vollständig mit Kokospalmen bewachsen.

## Geschichte
Eastern Egmont wurde Ende des 17. Jahrhunderts besiedelt, zur selben Zeit, als andere Atolle des Chagos-Archipels durch Franzosen besetzt wurden.
1837 wurde das Atoll komplett von Kommandant Robert Moresby erkundet und kartographiert. Zu diesem Zeitpunkt befand sich eine Kokosnussplantage auf dem Atoll. Zwischen den Inseln wurde ein Damm aufgeschüttet, um sie zu verbinden. Außerdem wurde weiteres Land gewonnen, das einige einzelne Inseln zu einer größeren verband.
Seit die Chagossianer Mitte des 20. Jahrhunderts vertrieben wurden, ist das Atoll unbewohnt.

## Sonstiges
Am nördlichen Rand gibt es zwei Wege in die Lagune, Fausse Passe im Nordosten und ein größerer Weg im Nordwesten. Die Egmontinseln sind eine der beliebtesten Zwischenstationen für durchreisende Segler, die durch den Chagos-Archipel fahren.
Die einzelnen Inseln sind alle am südlichen Rand des Korallenriffs.

Von Südost nach Nordwesten:
- Île Sud-Est
- Île Takamaka (auch Tattamucca)
- Île Carre Pate (auch Carpathe)
- Île Lubine
- Île Cipaye (auch Sipaille oder Cipaille)
- Île des Rats

Westlich der Insel Île des Rats gab es eine kleinere, Îlot aux Rats genannte Insel, die nun durch Aufschüttung mit der Île des Rats zu einer geworden ist.

## Karten

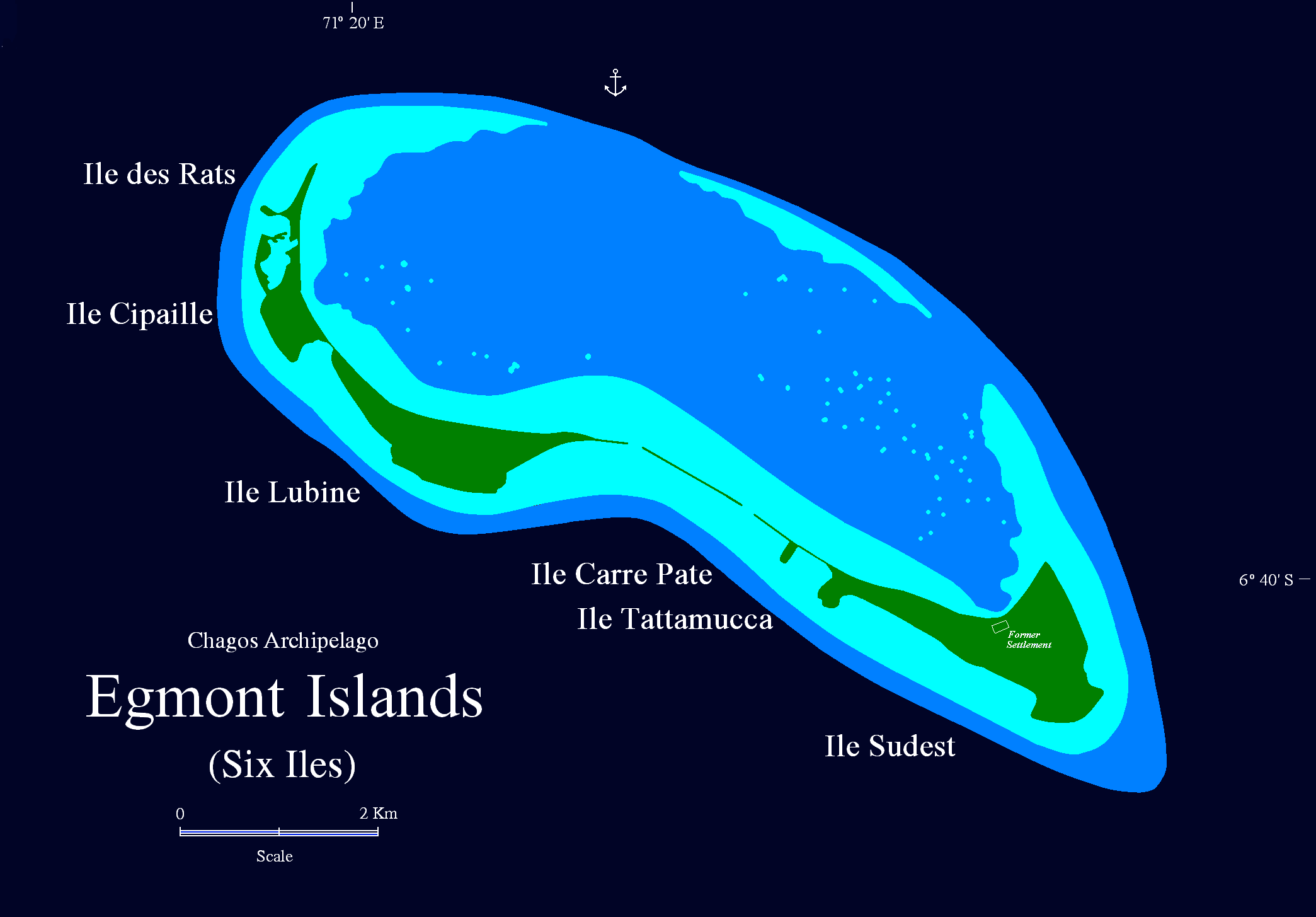